# 손문경
손문경(1913년 2월 8일~1963년 1월 17일)은 대한민국의 정치인이다. 제3·4대 국회의원을 지냈다.

## 역대 선거 결과
|  | 24.73% |

|  | 36.39% |

|  | 59.44% |

|  | 6.50% |